# Таланты и покойники
«Таланты и покойники» — спектакль Театра имени Пушкина по единственной пьесе Марка Твена «Жив или мертв». Первая в России постановка этого произведения. Премьера состоялась 11 мая 2012 года. Исполнитель главной роли — актёр и певец Сергей Лазарев — за свою работу в спектакле «Таланты и покойники» был удостоен премии «Звезда Театрала».

## Краткое содержание
Молодой художник Жан-Франсуа Милле еле сводит концы с концами. Его работы не продаются, семья невесты в должниках у проходимца, а друзья-художники, с которыми он делит богемную парижскую мансарду, ещё большие неудачники, чем он сам. Рецепт спасения невольно подсказывает один из потенциальных покупателей — живые художники ценятся недорого, но стоит автору умереть, как цены на его картины немедленно подскакивают. Друзья решаются на весёлое мошенничество: они решают объявить Милле сначала неизлечимо больным, а потом и покойником. Самого же художника переодевают в его вымышленную сестру-близнеца, которой теперь предстоит распродавать работы брата…

## Действующие лица
- Жан-Франсуа Милле / Дейзи Тиллу — Сергей Лазарев
- Агамемнон Бакнер — Игорь Теплов
- Ханс Фон Бисмарк — Антон Феоктистов
- Фелим О’Шонесси — Евгений Плиткин
- Папаша Леру — Алексей Воропанов
- Мари Леру — Анна Бегунова / Анна Кармакова
- Сесиль Леру — Анастасия Лебедева
- Бастьен Андре — Сергей Миллер
- Мадам Батильд — Ирина Петрова
- Мадам Карон — Наталья Корогодова
- Базил Торп — Алексей Рахманов
- Клод Ривьер — Александр Анисимов / Иван Литвиненко
- Чарли — Алексей Дадонов / Владимир Моташнев

## Сергей Лазарев о спектакле
«Таланты и покойники» — это комедия положений с переодеванием. Я играю сразу и мужскую, и женскую роли. Нужно играть так, чтобы было легко, смешно и не пошло. Евгений Писарев считает, что эта роль для меня — прощание с юностью и мальчишеством. Я с ним абсолютно согласен. Мечтаю через два года сыграть в серьезном драматическом материале, а пока у меня такой возраст, что можно хулиганить"

«Мы очень долго выбирали пьесу вместе с худруком Евгением Писаревым, понимая, что после достаточно успешного спектакля „Одолжите тенора!“ нужно идти дальше, искать материал, который явил бы какую-то мою новую актерскую грань. Хотелось сделать хороший спектакль, используя мои и актерские, и музыкальные способности, поэтому пьесу искали достаточно долго»

## Пресса о спектакле
«Комедию с переодеваниями в Театре имени Пушкина не ломают, а наоборот, тщательно выстраивают. Евгений Писарев и Сергей Лазарев, кажется, изучили этот жанр до мелочей. В „Одолжите тенора!“ на этой же сцене Лазарев примеряет маврский грим и маску оперного певца (благо, голос подделывать не приходится), в „Талантах и покойниках“, сбрасывая усики, берет и шарф художника, примеряет платье и каблуки. Удается это актеру столь органично, что он кажется более убедителен в роли Дэйзи (досл. маргаритки), чем Жана-Франсуа».— Эмилия Деменцова, «Комсомольская правда»

«Спектакль смотрится на одном дыхании — так всё в нем ладно скроено и крепко сшито. Яркие, но не навязчивые декорации (Зиновий Марголин), очаровательная музыка (Алексей Кортнев), начинающие, но явно небесталанные артисты (Писарев занял в спектакле исключительно молодежь). Намеренная стилизация здесь только в плюс — поселив героев этой истории во Францию середины прошлого века, режиссёр обеспечил спектаклю ностальгическую атмосферу, которую навевают фильмы тех лет. Наивная сказка выглядит чуть ли не откровением — так редка она сегодня в театре. Особенно если сыграна без фальши и передергиваний».— Наталья Витвицкая, «Ваш Досуг»

## Интересные факты
- Сергей Лазарев назвал свою собаку Дейзи — в честь героини, которую играет на сцене.[7]